# Anisa Markarian
Anisa Markarian (ur. 4 lipca 1962 w Tiranie) – albańska aktorka, pisarka, scenarzystka i lekarka pochodzenia ormiańskiego, wnuczka aktora Prokopa Mimy.

## Życiorys
Była córką ormiańskiego dentysty Agopa Markariana, który osiedlił się w Tiranie i ożenił z Albanką. Anisa ukończyła studia medyczne na uniwersytecie w Tiranie. W 1978 została zaangażowana przez reżysera Gëzima Erebarę do jednej z głównych ról w filmie Vajzat me kordele te kuqe. Rola ta została bardzo dobrze przyjęta przez publiczność, a Markarian, która nigdy nie kształciła się w zawodzie aktora była angażowana do kolejnych filmów. W 1988 była współautorką scenariusza do filmu Pranvera s'erdhi vetëm, w którym też zagrała główną rolę. Samodzielnie napisała scenariusz do filmu Ngjyrat e moshës. Po tym filmie zerwała współpracę z albańskimi filmowcami i wyjechała do Paryża, gdzie pracowała jako lekarka. Tam też wystąpiła w roli Roissy w filmie w reżyserii Lirii Begei – Loin des barbares.
W 1997 wydała zbiór opowiadań pod tytułem Sënduku i kujtimeve (Pudełko ze wspomnieniami). W 2019 wydała powieść 15 ditë prilli (15 dni kwietnia), której premiera stała się pretekstem do przyjazdu autorki do Albanii.

## Role filmowe
- 1978: Vajzat me kordele te kuqe jako Dhurata
- 1980: Ne çdo stine jako Zana
- 1988: Pranvera s'erdhi vetëm jako Irena
- 1990: Ngjyrat e moshës jako Keti
- 1994: Loin des barbares jako Roissy